# Lacul Victoria
Lacul Victoria denumit și Victoria Nyanza mai demult având numele de Lacul Ukerwe este situat în Africa de Est în Tanzania, Uganda și Kenya. Lacul se află la o altitudine de 1.113 de metri deasupra nivelului mării și este cel mai mare lac de pe continentul african ca suprafață.

## Geologie
Lacul Victoria este un lac tânăr din punct de vedere geologic, având mai putin de un milion de ani. În urmă cu 14.700 de ani a secat complet, cu toate că este un lac relativ tânăr are o floră și faună foarte bogată.

## Istorie
Primele informații despe Lacul Victoria au provenit de la negustorii arabi de sclavi sub denumirea de Ukerewe.
Lacul a fost descoperit de cercetătorul englez John Hanning Speke în anul 1858 care numește lacul după numele reginei Angliei de atunci, regina Victoria. Tot el a găsit Nilul Alb, care se scurge din lac și care este unul dintre izvoarele celui mai mare fluviu al Africii. Până în acel moment, cunoștintele europenilor despre teritoriile situate dincolo de coastele estice ale Africii nu erau cu mult mai bogate decât informațiile consemnate de Ptolemeu, geograful grec al Antichității. Înainte de descoperirile lui Speke, relatările exploratorilor izvoarelor Nilului vorbeau despre triburi de canibali și despre maniferele de dimensiuni monstruoase care ar fi trăit aici. Aceste povești au fost tratate de contemporani cu o suspiciune la fel de mare ca cea rezervată relatărilor despre triburile de pigmei de pe malurile lacului uriaș.

La începutul secolul XIX, numeroși geografi de renume au refuzat să dea crezare celor doi misionari germani, care povesteau cu încântare despre muntele acoperit de zăpadă din mijlocul savanei arse de soare (aceștia se refereau fără îndoială la Kilimanjaro). descoperirile lui Speke au fost întâmpinate cu o reacție la fel de plină de dispreț. De abia după moartea sa, ziaristul și exploratorul american Henry Morton Stanley a confirmat existența uriașului lac din Africa în anul 1875. Stanley a ajuns pe malurile Lacului Victoria la 27 februarie 1875 și a explorat lacul, pe care l-a înconjurat cu barca în 48 de zile. Formându-se din Lacul Victoria, Nilul este în acest loc doar un "izvor", a cărui lățime nu mai depășește o sută de metri

## Geografie
Lacul este situat pe podișul de est african, la o distanță de 560 km de vulcanul Kilimanjaro cea mai mare parte a lacului fiind în Tanzania, urmat de Uganda. Acest lac în urmă cu milioane de ani fost mult mai mare. În partea de vest a lacului se varsă fluviul Kagera, în nord fiind Nilul Alb (Nilul Victoriei), care se scurge din lac, din această cauză era considerat (greșit) lacul ca izvor al Nilului. În partea sudică a lacului se află insula cea mai mare Ukerewe cu o suprafață de 560 km². Țărmurile lacului fiind mlăștinoase planta dominată fiind papirusul.

### Afluenți
- Kagera
- Katonga
- Simiyu
- Grumetti
- Mara
- Nzoia

### Insule
- Mfangono
- Ssese
- Rusinga
- Ukerewe
- Ukara
- Rubondo

### Orașe importante

Grafic hidrografic

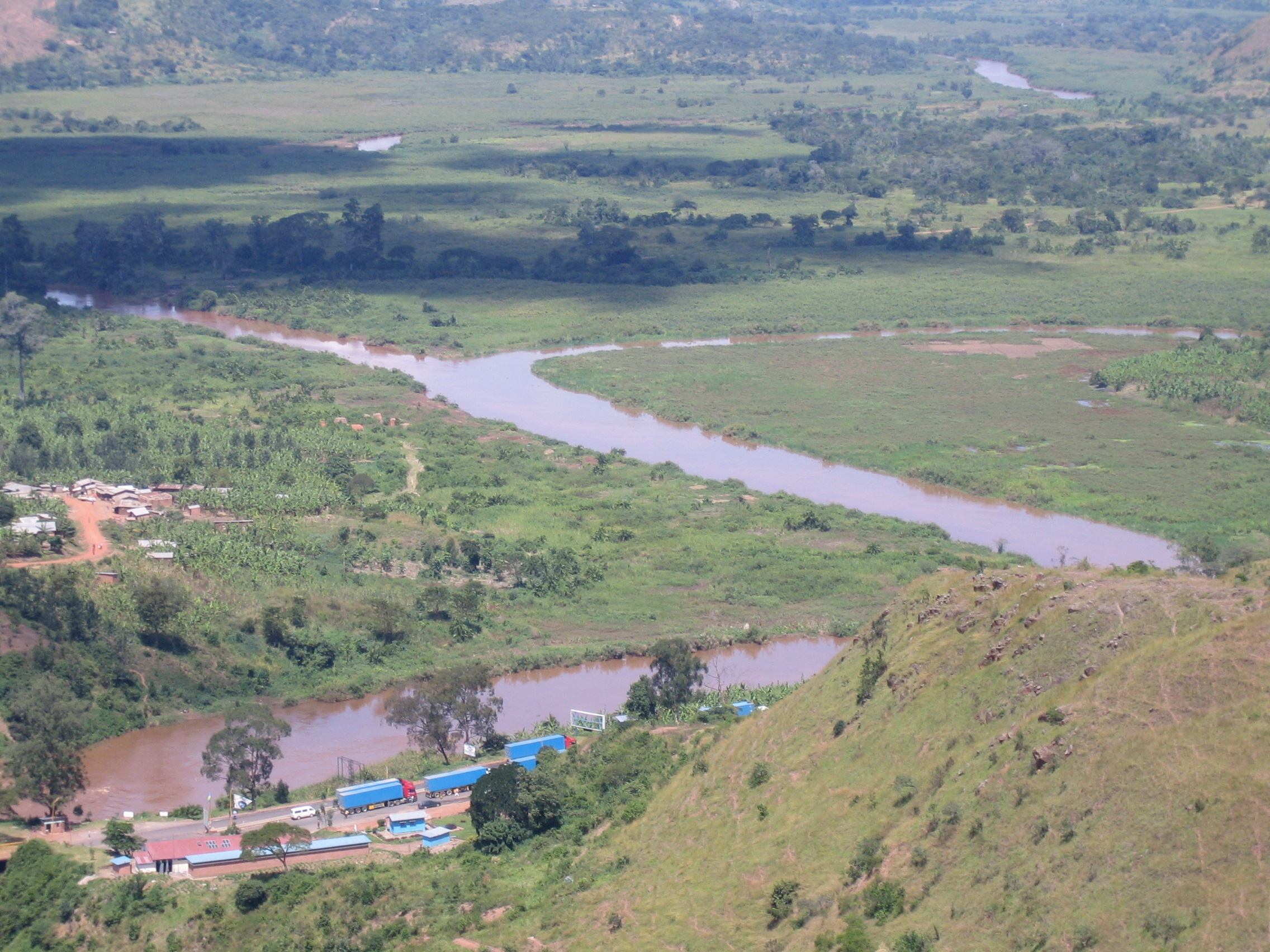
Kagera - afluent al Lacului Victoria

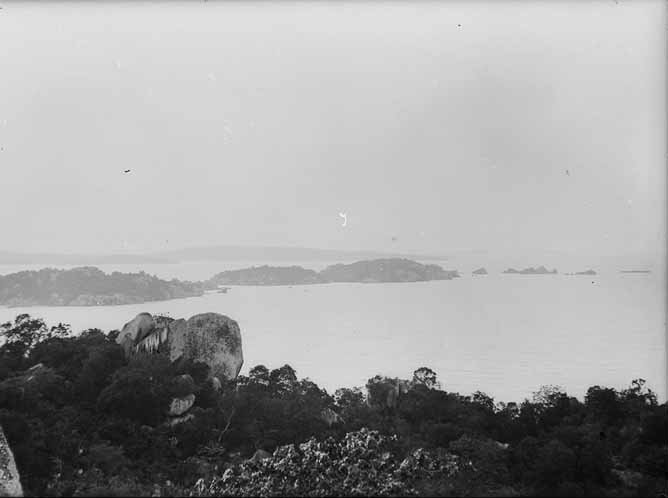
Insule lângă Muansa

- Kampala
- Entebbe
- Bukoba
- Jinja
- Mwanza
- Musoma
- Kisumu

## Climă
Clima este subecuatorială umedă. 

Temperatura medie este de +26 °C vara și de +24 °C iarna. cantitatea anuală medie de precipitații este de 1.500 mm. Sezonul ploios durează din martie până în mai și din noiembrie până în decembrie.

## Lacul natural devine lac de acumulare
Cu suprafața lui de 68.870 km² este lacul african cel mai mare și pe glob fiind pe locul trei ca întindere, având suprafața statului Irlanda. Volumul apelor lacului de acumulare se cifrează la 204.800.000.000 m³, iar volulmul total al lacului fiind de 2.760 km³. În anul 1954 prin construirea barajului Owen Falls lângă localitatea Jinja pe malul fluviului Nilului Alb în Uganda, s-a mărit suprafața lacului, lacul de acumulare fiind numit "Victoria Reservoir". Oglinda apei atinge nivelul de 1.134 m peste nivelul mării. Uganda în anul 2002 a construit încă un baraj crescând suprafața lacului care atinge suprafața pe care o avea acum 80 de ani.

## Flora și fauna
Împrejurimile Lacului Victoria sunt în cea mai mare parte alcătuite din mlaștini, care nu permit accesul pe malurile sale. Datorită acestui fapt, natura și-a păstrat mult timp frumusețea virgină. Apele calde ale Lacului Victoria sunt un mediu ideal de viață pentru pești. Dar lacul este și sursa unui virus care cauzează o periculoasă tropicală infecțioasă.
Pe lângă hipopotam sunt 550 de soiuri de pește, în comparație cu Europa unde trăisc numai 200 de soiuri de pește de apă dulce.
Între aceste soiuri bibanul colorat a atras atenția în mod deosebit a biologilor. Din interese econmice însă s-a făcut o greșeală declașând un dezastru ecologic prin aducerea bibanului de Nil în 1960 care a început să se înmulțească rapid distrugând populația bibanului colorat. La aceasta se adaugă depunerile de gunoi pe malurile lacului care duc la înrăutățirea calității apei.
Aceasta a determinat Global Nature Fund în anul 2005 să declare lacul ca un lac amenințat din punct de vedere ecologic.
Crocodilul de Nil a fost complet exterminat din lacul Victoria. aici continuă însă să trăiască numeroși varani, excelenți înotători care amintesc de niște mari șopârle preistorice.
Lacul Victoria este un adevărat paradis pentru cercetătorii care se ocupă cu studiul fluturilor și altor insecte.

### Faună

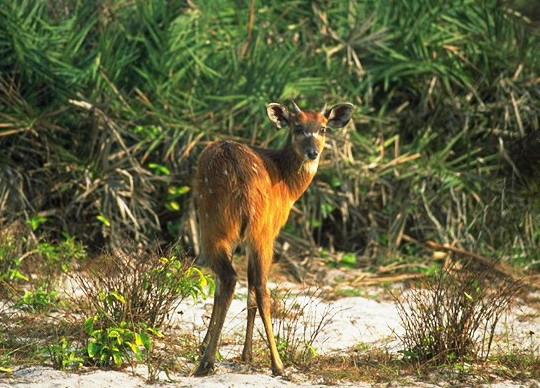
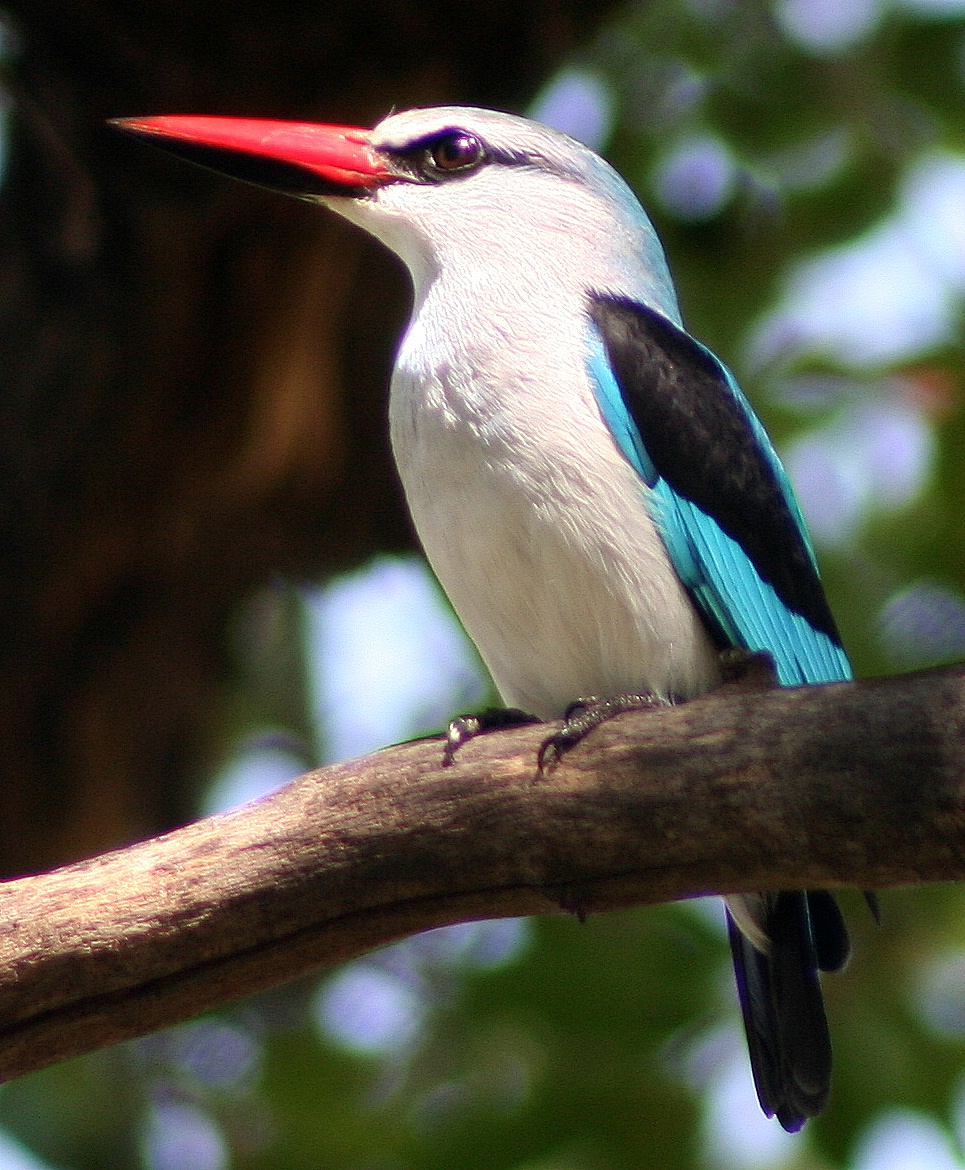
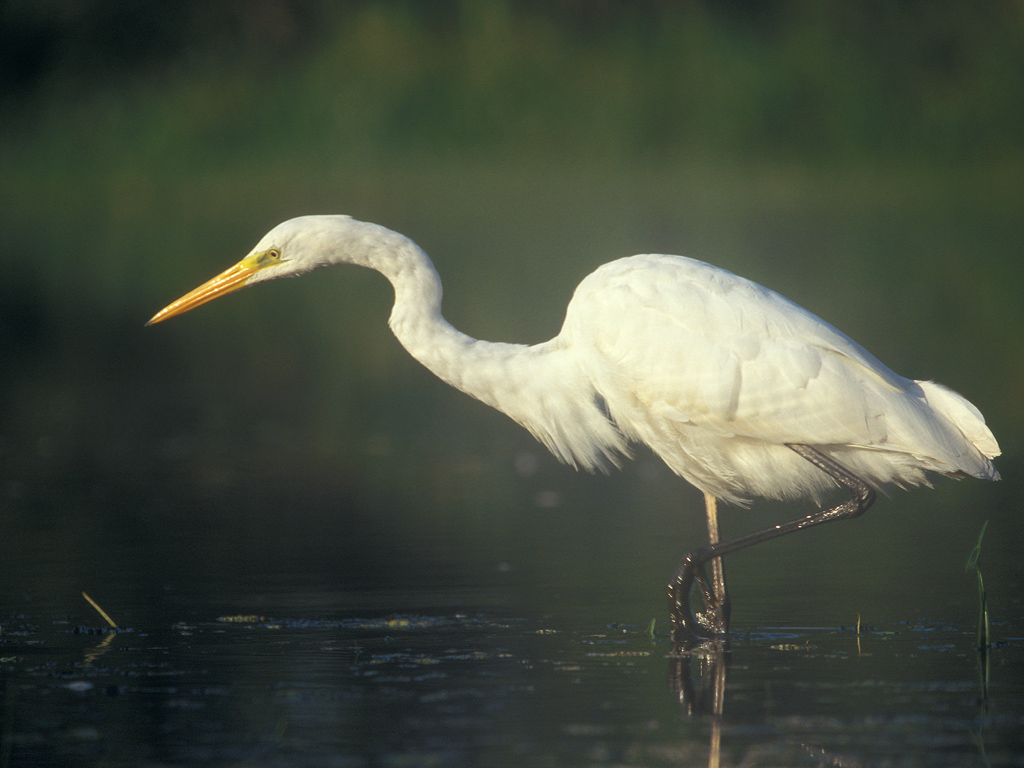
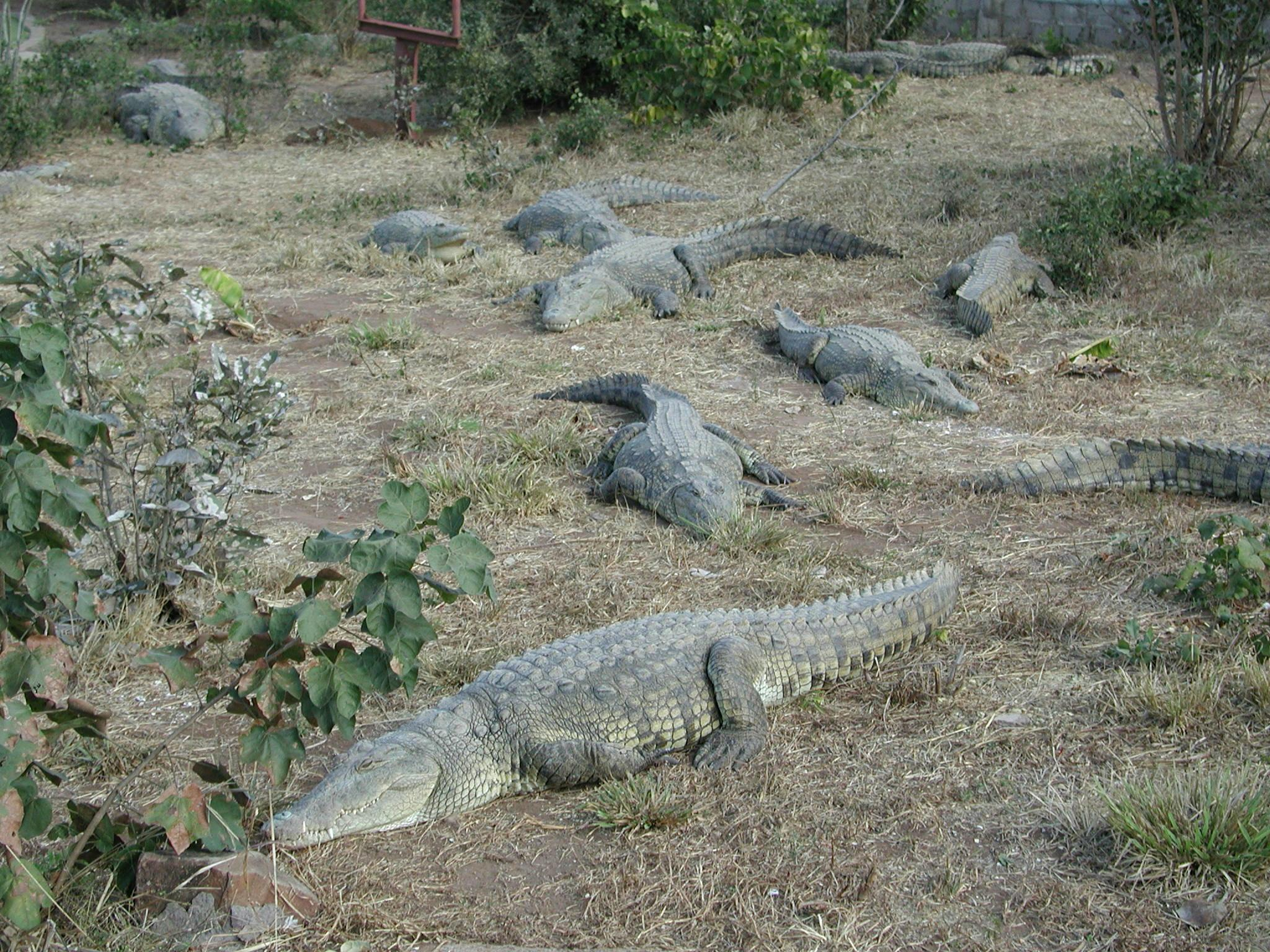
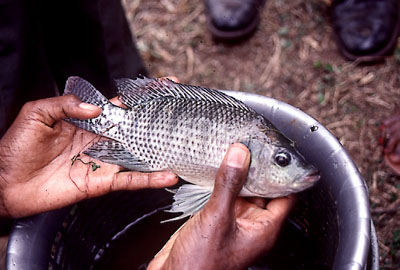
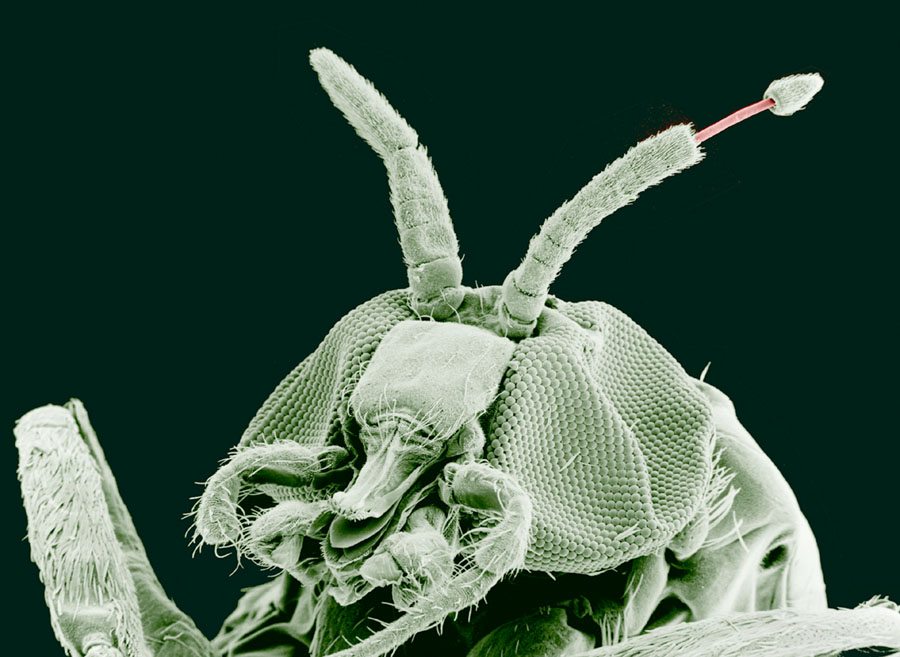
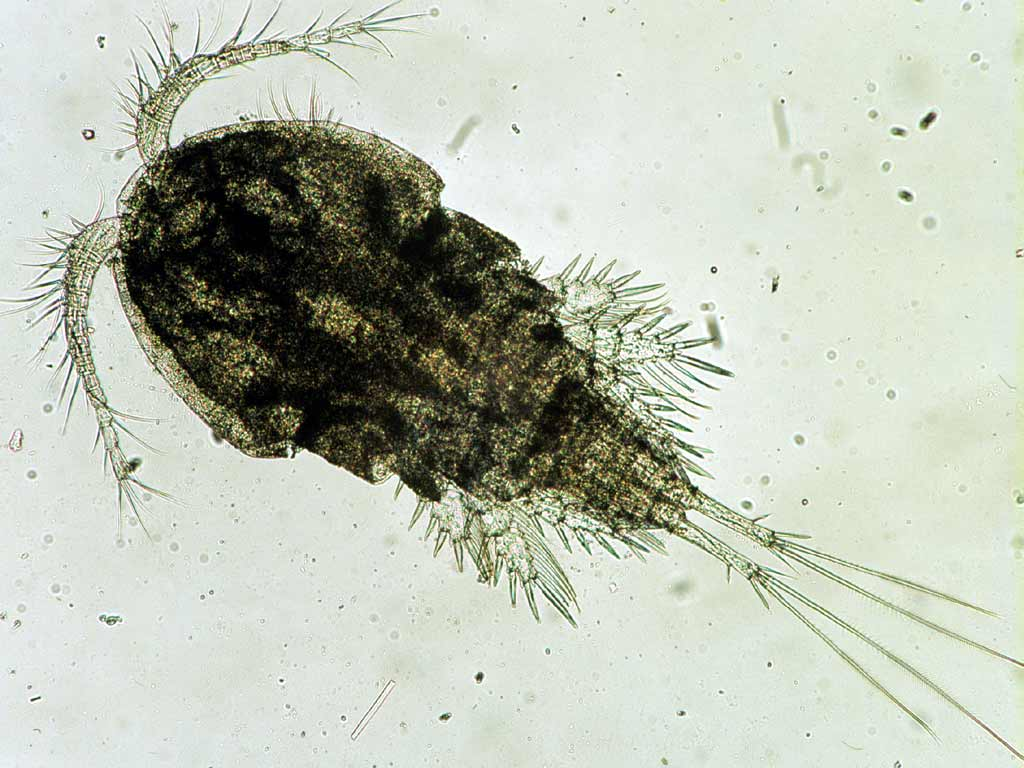

### Floră

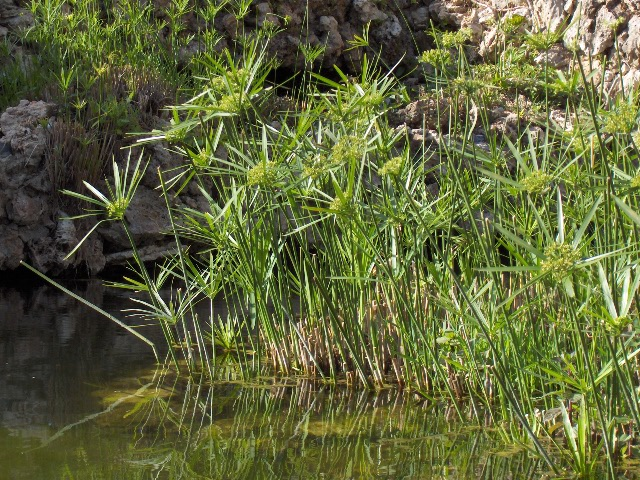
Papirus
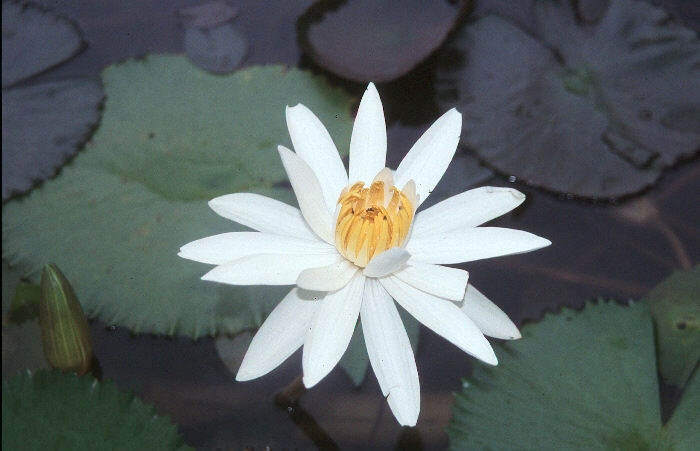
lotus
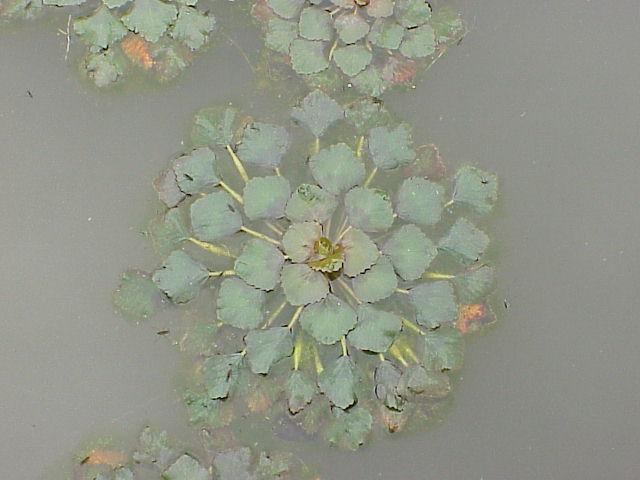
trapa natans
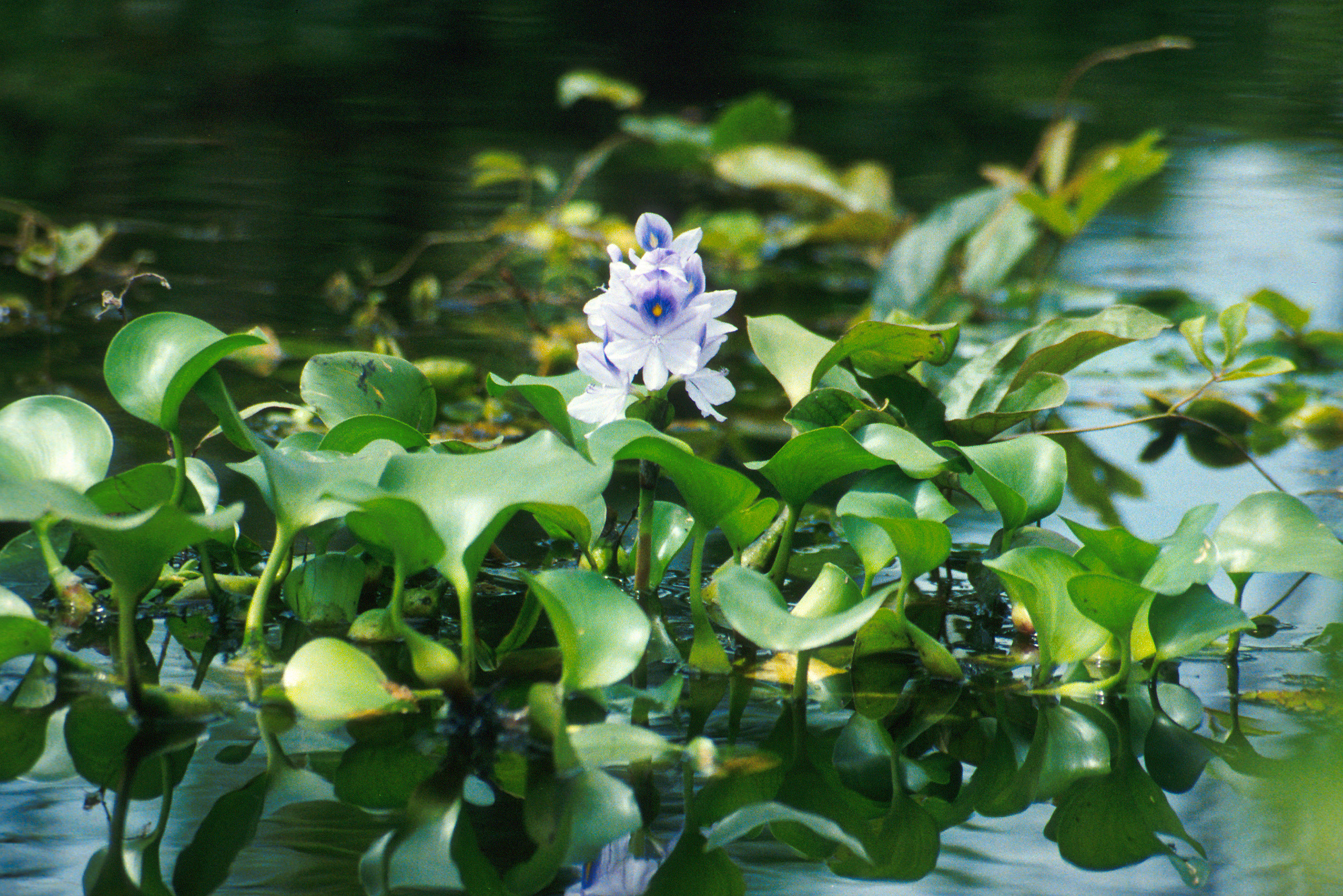
tuberoza de apă

## Demografie

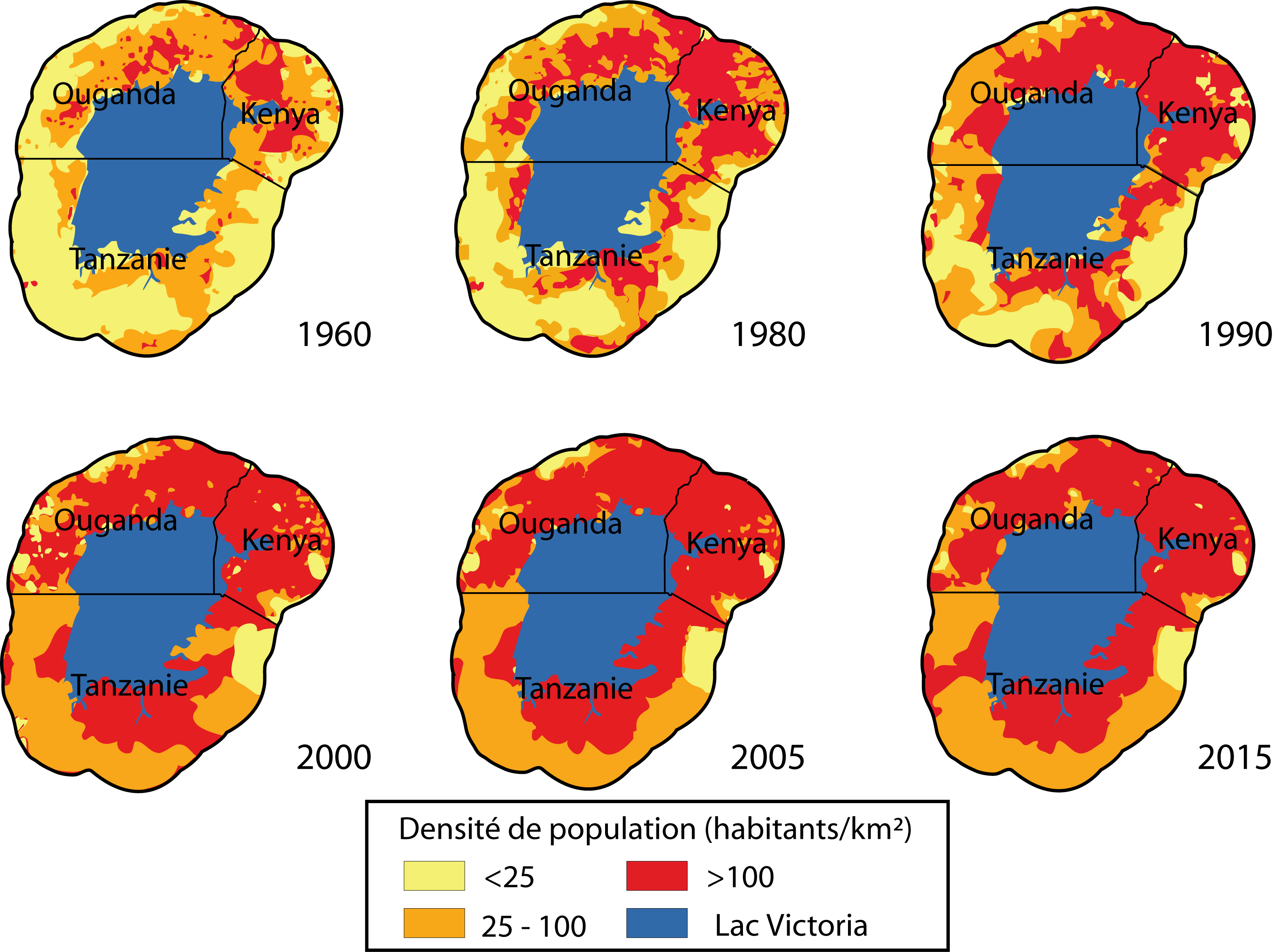
Evoluţia densităţii populaţiei/km² în perioada 1960 - 2015
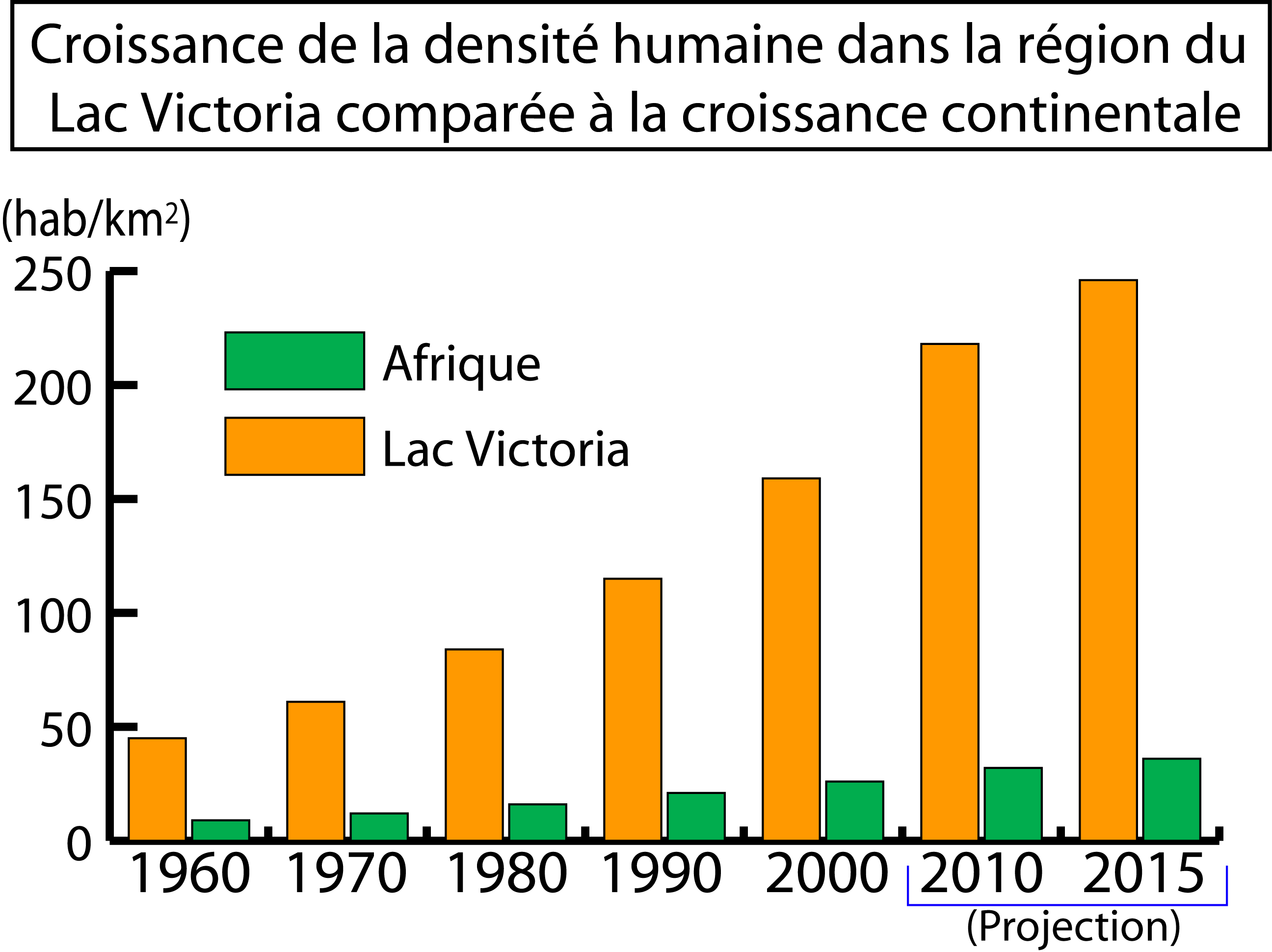
Creşterea densităţii populaţiei în jurul Lacului Victoria comparativ cu creşterea densităţii pe întreg continentul african
Grupurile lingvistice din regiunea Lacului Victoria